# Премия имени Гарри Гудини
Пре́мия и́мени Га́рри Гуди́ни — премия в 2 миллиона рублей, учреждённая научно-популярным видеоканалом SciOne за демонстрацию паранормальных способностей в условиях корректно поставленного эксперимента.

## Цель Премии
Премия призвана привлечь внимание общественности к проблеме некритичного восприятия заявлений о существовании паранормальных явлений и сверхспособностей, а также показать значимость и первостепенную важность научных и рациональных подходов.

## История испытаний
Премия имени Гарри Гудини основана в 2015 году. Прототипом премии является премия Фонда Джеймса Рэнди, которая впервые была предложена в 1964 году, когда Джеймс Рэнди в прямом эфире радио пообещал выплатить 1000 долларов из собственного кармана первому человеку, который сможет доказать наличие паранормальных способностей. Парапсихолог предложил ему «перейти от слов к делу», и в ответ Рэнди предложил тысячу долларов тому, кто продемонстрирует сверхъестественные способности в условиях наблюдаемого эксперимента. Первоначально предлагалась премия в 1000 долларов, позже — в 10 000 (из личных средств Рэнди), а с 2002 года благодаря пожертвованию некоего частного лица фонд поднял размер премии до миллиона долларов. Всего же в мире существует около двух десятков организаций, предлагающих денежную премию за демонстрацию паранормальных способностей.
На середину ноября 2020 года ни один из кандидатов не смог успешно пройти предварительный тест.
| №                                                   | Дата       | Задача | Критерий успеха                                                       | вероятность угадывания | Участник            | Результат |
| --------------------------------------------------- | ---------- | --- | --------------------------------------------------------------------- | ---------------------- | ------------------- | --------- |
| 1 Архивная копия от 16 июня 2021 на Wayback Machine | 26.09.2015 | Найти купюру номиналом 5 000 рублей, спрятанную в одном из десяти конвертов.                                                                                          | 3 успешных попыток из 4                                               | 0.0037                 | Бахыт Жуматова      | 0 из 2    |
| 1 Архивная копия от 16 июня 2021 на Wayback Machine | 26.09.2015 | Найти металлический предмет в одной закрытой светонепроницаемой коробке из 10 (остальные пустые).                                                                     | 3 успешных попыток из 4                                               | 0.0037                 | Николай Загоруйко   | 0 из 2    |
| 2                                                   | 20.12.2015 | Назвать владельцев двенадцати закрытых и заклеенных скотчем паспортов.                                                                                                | 6 правильных ответов из 12                                            | 0.00059                | Иоланта Воронова    | 0 из 12   |
| 2                                                   | 20.12.2015 | Определение по фотографиям обстоятельства смерти человека, выбирая из 15 возможных.                                                                                   | 5 правильных ответов из 10                                            | 0.00025                | Злата Дмитрук       | 0 из 10   |
| 2                                                   | 20.12.2015 | Определение по фотографиям обстоятельства смерти человека, выбирая из 15 возможных.                                                                                   | 5 правильных ответов из 10                                            | 0.00025                | Татьяна Икаева      | 0 из 10   |
| 3                                                   | 3.07.2016  | Определить за какой из пяти ширм находился мужчина. За остальными ширмами были женщины.                                                                               | 7 успешных попыток из 10                                              | 0.000864               | Инна Мардарь        | 0 из 4    |
| 3                                                   | 3.07.2016  | Определить за какой из пяти ширм находился мужчина. За остальными ширмами были женщины.                                                                               | 7 успешных попыток из 10                                              | 0.000864               | Алексей Рязанов     | 1 из 5    |
| 4                                                   | 11.12.2016 | Назвать имена известных участнику людей на двенадцати закрытых фотографий.                                                                                            | Правильно назвать людей на 6 из 12                                    | 0.00059                | Ирина Бондарь       | 0 из 12   |
| 4                                                   | 11.12.2016 | Назвать имена известных участнику людей на двенадцати закрытых фотографий.                                                                                            | Правильно назвать людей на 6 из 12                                    | 0.00059                | Марина Гречишникова | 2 из 12   |
| 4                                                   | 11.12.2016 | Назвать имена известных участнику людей на двенадцати закрытых фотографий.                                                                                            | Правильно назвать людей на 6 из 12                                    | 0.00059                | Ольга Ельчанинова   | 1 из 12   |
| 5                                                   | 28.05.2017 | Поиск предмета в одной из 10 упаковок. | 5 успешных попыток из 7                                               | 0.00018                | Дмитрий Марында     | 1 из 4    |
| 5                                                   | 28.05.2017 | Поиск предмета в одной из 10 упаковок. | 5 успешных попыток из 7                                               | 0.00018                | Эва Джу             | 1 из 4    |
| 6                                                   | 25.03.2018 | Определить за какой из пяти ширм находился мужчина. За остальными ширмами были женщины.                                                                               | 7 успешных попыток из 10                                              | 0.000864               | Ильяс Баразанжи     | 4 из 8    |
| 6                                                   | 25.03.2018 | Определить за какой из пяти ширм находился мужчина. За остальными ширмами были женщины.                                                                               | 7 успешных попыток из 10                                              | 0.000864               | Мария Солдатова     | 0 из 4    |
| 6                                                   | 25.03.2018 | Определить за какой из пяти ширм находился мужчина. За остальными ширмами были женщины.                                                                               | 7 успешных попыток из 10                                              | 0.000864               | Рауф Джафаров       | 0 из 4    |
| 7                                                   | 30.03.2019 | По фотографиям сорока двух человек определить, кто в настоящее время жив, а кто мёртв. Каждому испытуемому выдали по двадцати одной фотографии живых и мёртвых людей. | Верно определить, как минимум, тридцать две фотографии из сорока двух | 0.00084                | Ирина Климова       | 16 из 42  |
| 7                                                   | 30.03.2019 | По фотографиям сорока двух человек определить, кто в настоящее время жив, а кто мёртв. Каждому испытуемому выдали по двадцати одной фотографии живых и мёртвых людей. | Верно определить, как минимум, тридцать две фотографии из сорока двух | 0.00084                | Ирина Остроумова    | 20 из 42  |
| 7                                                   | 30.03.2019 | По фотографиям сорока двух человек определить, кто в настоящее время жив, а кто мёртв. Каждому испытуемому выдали по двадцати одной фотографии живых и мёртвых людей. | Верно определить, как минимум, тридцать две фотографии из сорока двух | 0.00084                | Рафаэль Заманов     | 20 из 42  |

## Правила Премии
Премия имени Гарри Гудини, названая именем известного иллюзиониста и разоблачителя, будет выдана в случае демонстрации сверхъестественных способностей, под которыми понимаются: видение ауры, общение с духами, ясновидение, телепатия, телекинез, левитация, лозоходство и другие экстрасенсорные способности. То есть те способности, которые издавна считались доступными только избранным людям и скептически воспринимаются научным сообществом как противоречащие современной научной картине мира.

## Тестирование
Тестирование наличия паранормальных способностей проводится в соответствии с принципами:
- Заявитель должен определённо сформулировать, какие именно способности он собирается продемонстрировать и как принципиально их можно проверить.
- Если наличие способности заявителя поддается экспериментальной проверке, экспертный совет премии предлагает индивидуальный регламент контролируемого эксперимента. В нём среди прочего заранее оговаривается, что считается положительным, а что — отрицательным исходом эксперимента. Регламент экспериментальной проверки согласовывается с заявителем. Если согласованный регламент тестирования по какой либо причине подписать не удается, то заявка аннулируется.
- Если обе стороны пришли к соглашению об условиях проведения эксперимента, заявитель становится претендентом на премию имени Гарри Гудини.
- После утверждения регламента проверки претенденту может быть предложено пройти предварительное тестирование, чтобы стороны могли убедиться в приемлемости условий эксперимента. Предварительное тестирование проводится однократно, в согласованном сторонами месте и должно быть успешным. Только после его прохождения претендент допускается к официальному тестированию, по результатам которого вручается премия.
- Официальное тестирование проводится однократно и в месте по выбору оргкомитета. На официальном тестировании присутствует гарант премии.

## Экспертный совет Премии
- Никита Ванчагов — иллюзионист и менталист;
- Василий Викторович Власов — доктор медицинских наук, профессор ВШЭ, президент Общества специалистов доказательной медицины;
- Денис Владимирович Власов — профессиональный иллюзионист-фокусник, член Российской Ассоциации Иллюзионистов;
- Алексей Валерьевич Водовозов — научный журналист, врач-терапевт и токсиколог, медицинский блогер;
- Михаил Сергеевич Гельфанд — доктор биологических наук, биоинформатик, кандидат физико-математических наук, профессор факультета биоинженерии и биоинформатики МГУ, член Европейской Академии;
- Наталья Владимировна Кисельникова — кандидат психологических наук, член академического совета программы «Психология» НИУ ВШЭ, заведующая лабораторией консультативной психологии и психотерапии;
- Дмитрий Мамонтов — физик, ранее научный редактор журнала «Популярная механика»;
- Илья Константинович Сачков — основатель международного агентства по предотвращению и расследованию киберпреступлений и мошенничеств — Group-IB;
- Александр Генрихович Сергеев — создатель Клуба научных журналистов, член Комиссии РАН по борьбе с лженаукой, переводчик научно-популярных книг Карла Сагана, Стивена Хокинга, Леонарда Сасскинда;
- Александр Юрьевич Панчин — кандидат биологических наук, старший научный сотрудник Института проблем передачи информации РАН, член Комиссии РАН по борьбе с лженаукой, научный журналист;
- Николай Фомушин — иллюзионист и менталист.

## Оргкомитет Премии
- Станислав Никольский — кандидат юридических наук, учредитель и гарант премии, учредитель проекта SciOne;
- Александр Панчин — кандидат биологических наук, старший научный сотрудник института проблем передачи информации РАН, научный журналист;
- Михаил Лидин — видеоблогер;
- Александр Соколов — научный журналист, главный редактор портала Антропогенез.ру;
- Георгий Соколов — кандидат физико-математических наук, продюсер форума «Ученые против мифов»;
- Никита Непряхин — писатель, бизнес-тренер, радиоведущий.